# Robert Dickson (ishockeyspelare)
Robert Dickson, även känd som "Bruce" Dickson ibland, född 22 april 1931 i Edmonton, Alberta, död 1 december 2023 i Colorado, USA, var en kanadensisk ishockeyspelare.
Dickson blev olympisk guldmedaljör i ishockey vid vinterspelen 1952 i Oslo.